# Schwarzer Zwieback
Schwarzer Zwieback (russisch Чёрные сухари, transkribiert Tschornyje suchari) ist eine deutsch-sowjetische Literaturverfilmung der DEFA und Lenfilm von Herbert M. Rappaport aus dem Jahr 1972, nach Motiven des gleichnamigen Erlebnisberichts von Jelisaweta Drabkina aus dem Jahr 1962.

## Handlung
Eine Gruppe aus der Kriegsgefangenschaft entlassener deutscher Soldaten fährt mit dem Zug in Richtung Westen. Kurz vor Moskau werden sie an einer kleinen Bahnstation angehalten und die restlichen Fahrgäste werden von einem Erfassungstrupp kontrolliert, ob sie mehr als das genehmigte ein Kilogramm Mehl oder Getreide mit sich führen. Alles was darüber ist, wird eingezogen und soll der gesamten Bevölkerung zur Verfügung gestellt werden. Verantwortliche dieser Kontrollmannschaft ist die stellvertretende Kommissarin Tanja, die hier das erste Mal auf den deutschen Kurt trifft, der die Härte dieses Kampfes um Brot noch nicht recht zu verstehen vermag, die Unerbittlichkeit mit der die Revolution ihr Lebensrecht verteidigen muss. Aber auch Tanja zweifelt an der Gerechtigkeit bei der Durchführung ihrer Aufgabe, denn viele der eingezogenen Säcke mit Lebensmitteln wurden zur Versorgung der eigenen hungernden Familien eingetauscht. Das schlimmste aber war, dass die Scheune, in der die Sachen eingelagert waren, von konterrevolutionären Banden in Brand gesetzt wurde. Das Angebot Kurts, den Kommunisten zu helfen, wurde von Tanja abgelehnt.
In Moskau warteten die ehemaligen Kriegsgefangenen auf den Weitertransport nach Deutschland und ließen sich dazu in der Botschaft registrieren. Kurt, der eine Sympathie mit der neuen russischen Gesellschaftsform nicht verheimlichen konnte, wird nahegelegt, sich so schnell nicht wieder in der Botschaft sehen zu lassen. So gerät er mitten in die Feierlichkeiten zum ersten Jahrestag der Oktoberrevolution. Hier trifft er Tanja das zweite Mal und es entwickelt sich langsam eine gewisse Zuneigung zwischen den beiden. Als bekannt wird, dass es in Deutschland ebenfalls zur Revolution kam, geht Kurt mit anderen Gleichgesinnten zur Botschaft und hisst dort auf dem Balkon eine rote Fahne.
Tanja hat eine neue Aufgabe und sammelt, einem Aufruf Lenins folgend, in den Betrieben Brot, Getreide und Mehl für die hungernde Bevölkerung in Berlin. Aber erst als eine Mutter, deren Tochter selbst den Hungertod gestorben ist, sich für die Spenden einsetzt, setzt langsam die Zustimmung ein und es kommen mehrere Waggons zusammen. Tanja wird als Begleiterin des Solidaritätszuges eingesetzt und trifft hier das dritte Mal mit Kurt zusammen, der auf der Heimreise nach Deutschland ist. Ebenfalls mit im Zug befinden sich auch mehrere europäische Kommunisten, die sich auf der Rückreise von den Feierlichkeiten zum 1. Jahrestag der Oktoberrevolution befinden. Während der Fahrt verlieben sich Tanja und Kurt nun endgültig und beschließen für immer zusammenzubleiben. An der deutschen Grenzstation wird die Weiterfahrt der Güter untersagt, denn die neue SPD-Regierung in Berlin hat Furcht vor der solidarischen Tat der russischen Arbeiter. Als sich dann aber doch eine Entwicklung abzeichnet, dass der Zug weiterfahren kann, ruft der Bahnhofskommandant einen Trupp konterrevolutionärer deutscher Kavallerie. Diese zerstört die kostbare Ladung, legt brennende Lunten an die Waggons mit den Säcken voller „schwarzen Zwiebacks“. Bei den anschließenden Kämpfen wird Tanja schwer verwundet und kann gerade noch von Kurt, zu der nach Russland zurückfahrenden Lokomotive, in Sicherheit gebracht werden. Kurt fährt nach Deutschland, um hier die Revolution zu unterstützen.
Übrigens: „Schwarzer Zwieback“ ist geschnittenes Brot, welches haltbar gebacken wurde.

## Produktion
Der in Farbe und Totalvision gedrehte Film hatte am 15. März 1972 im Moskauer Kino Mir und am 13. April 1972 im Berliner Kino Colosseum Premiere. Die Erstausstrahlung im 2. Programm des Fernsehens der DDR erfolgte am 30. April 1973.
Die sowjetischen Darsteller wurden unter anderem von Katharina Lind, Kurt Goldstein, Erhard Köster, Werner Ehrlicher, Dieter Wien, Brigitte Lindenberg, Kaspar Eichel, Rainer R. Lange, Gudrun Jochmann, Norbert Christian, Hans-Joachim Entrich und Klaus Nietz synchronisiert.
Das Szenarium lag in den Händen von Michail Bleiman.

## Kritik
Margit Voss fand im Filmspiegel, dass für den heutigen Zuschauer der mit Losungen und Zeichnungen bedeckte Solidaritätszug ebenso befremdlich wie die gestellten Szenen beim Demonstrationszug anlässlich des ersten Jahrestages der Revolution wirken.
H.U. schrieb in der Neuen Zeit: Der Rhythmus des ganzen Films ist eher statisch als dynamisch. Am interessantesten sind noch die Passagen von der Feier des ersten Jahrestages der Oktoberrevolution in Moskau, mit ihrer leuchtenden Farbigkeit, in der Rot dominiert: Die Agitationsmalerei im Futuristenstil, die naive Symbolik allegorischer Pantomimen und lebender Bilder, der Enthusiasmus von Demonstranten.
Das Lexikon des internationalen Films bezeichnet den Film als konventionell gestaltetes Revolutionsdrama voller Sentimentalität und deklamatorischem Pathos.